# 로얄 트라이브
로얄 트라이브는 대한민국의 음악 그룹이다. 2012년 정규 앨범 《Glory Day S01》으로 정식 데뷔했다.

## 방송
- 슈퍼스타K3 (2011) - Top51